# أوتو الثاني كونت هابسبورغ
أوتو الثاني (توفي. 8 نوفمبر 1111)؛ هو غراف (كونت) هابسبورغ، وأيضا هو واحد من أسلاف سلالة هابسبورغ العريقة.
أوتو هو ابن فيرنر من كليتغاو وريغوليندا من بادن، من المعروف عنه أنه أول من أضاف فون هابسبورغ إلى اسمه، وأيضا بالإضافة إلى ذلك كان لاندغراف في ألزاس العليا، وحاكم في موري (اليوم في سويسرا)، وأيضا في 1108 رافق مع الإمبراطور هنري الخامس أثناء حملته في المجر، قُتل في نوفمبر 1111، وهو جد الأكبر لـ رودولف الأول ملك ألمانيا.

## الذرية
أصبح متزوجاً من هيلدا من بفيرت وأنجبت له:-
- رودولف (الأول)؛ توفي دون وريث.
- فيرنر الثاني (الثالث) كونت هابسبورغ.
- أدلهيد؛ تزوجت من غراف هنبيرغ.